# Benxi
Benxi, tidigare romaniserat Penki, är en stad på prefekturnivå i Liaoning-provinsen i nordöstra Kina. Den ligger omkring 130 kilometer sydost om provinshuvudstaden Shenyang.

## Administrativ indelning
- Stadsdistriktet Pingshan (平山区), 177 km², 350 000 invånare;
- Stadsdistriktet Xihu (溪湖区), 320 km², 220 000 invånare;
- Stadsdistriktet Mingshan (明山区), 410 km², 300 000 invånare;
- Stadsdistriktet Nanfen (南芬区), 619 km², 80 000 invånare;
- Det manchuiska autonoma häradet Benxi (本溪满族自治县), 3 362 km², 300 000 invånare;
- Det manchuiska autonoma häradet Huanren (桓仁满族自治县), 3 547 km², 300 000 invånare.

## Klimat
Genomsnittlig årsnederbörd är 1 236 millimeter. Den regnigaste månaden är juli, med i genomsnitt 341 mm nederbörd, och den torraste är januari, med 10 mm nederbörd.

## Källa
1. ↑  ”worldpostmarks.net”. Arkiverad från originalet den 2 januari 2015. https://web.archive.org/web/20150102101710/http://worldpostmarks.net/HTML%20Countries/china.htm. Läst 22 december 2014.
2. ↑  ”NASA Earth Observations: Rainfall (1 month - TRMM)”. NASA/Tropical Rainfall Monitoring Mission. Arkiverad från originalet den 19 april 2019. https://web.archive.org/web/20190419091014/https://neo.sci.gsfc.nasa.gov/view.php?datasetId=TRMM_3B43M&year=2014. Läst 30 januari 2016.